# Duva
Duva is een geslacht van neteldieren uit de klasse van de Anthozoa (bloemdieren).

## Soorten
- Duva bicolor (Utinomi, 1951)
- Duva florida (Rathke, 1806)
- Duva multiflora Verrill, 1879